# Sirens (canción de Pearl Jam)
«Sirens», es el segundo sencillo de álbum Lightning Bolt de la banda estadounidense de rock alternativo Pearl Jam. 
El sencillo fue lanzado el 18 de septiembre de 2013 por la red de descarga digital iTunes Store, y el vídeo de la canción fue estrenada el 23 de septiembre del mismo año, a través de Youtube, y fue dirigido por director y fotógrafo Danny Clinch.

## Posiciones en listas
| Lista (2013)                       | Posición más alta |
| ---------------------------------- | ----------------- |
| Austria (Ö3 Austria Top 40)        | 63                |
| Bélgica (Flandes) (Ultratop 50)    | 21                |
| Bélgica (Valonia) (Ultratop 50)    | 49                |
| Canadá (Canadian Hot 100)          | 31                |
| Croacia (ARC Top 100)              | 28                |
| Alemania (Media Control AG)        | 86                |
| Irlanda (IRMA)                     | 27                |
| Italia (FIMI)                      | 14                |
| Países Bajos (Mega Single Top 100) | 42                |
| Nueva Zelanda (Recorded Music NZ)  | 36                |
| Portugal Digital Songs (Billboard) | 2                 |
| España (Top 100 Canciones)         | 28                |
| Suiza (Schweizer Hitparade)        | 49                |
| US Billboard Hot 100               | 76                |
| US Hot Rock Songs (Billboard)      | 11                |
| US Alternative Songs (Billboard)   | 4                 |
| US Mainstream Rock (Billboard)     | 6                 |
| US Rock Digital Songs              | 7                 |
| US Triple A (Billboard)            | 1                 |
| US Adult Pop Songs (Billboard)     | 34                |
| US Rock Airplay                    | 4                 |